# Hillsboro (Alabama)
Hillsboro – miasto w Stanach Zjednoczonych, w stanie Alabama, w hrabstwie Lawrence. W roku 2023 miasto zamieszkiwało 406 osób, a gęstość zaludnienia wynosiła 81,2 osoby/km².